# Velka (Pesnica)
za druge pomene glej Velka (potok)
Vélka je levi pritok Pesnice pri Radehovi v severnem delu Slovenskih goric. Najdaljši pritok Pesnice se začne kot neznaten izvir v plitvi gozdnati grapi pod Zgornjo Velko in nato teče proti jugu po razmeroma mokrotni dolini z mestoma širšim dolinskim dnom, proti kateremu se iz okoliških grap stekajo številni majhni pritoki. Pod vasjo Spodnji Gasteraj potok zavije proti jugovzhodu, dolinsko dno pa se precej razširi, a potok se kmalu spet obrne na jug. Nekoč je celoten potok tekel po širokem dolinskem dnu naprej mimo Lenarta in se  malo naprej izlival v Pesnico, zdaj pa velik del vode teče po umetnem kanalu proti vzhodu v Trojiško jezero. Pri naselju Zgornji Žerjavci se v Velko izliva Gasterajski potok, pri naselju Radehova pa se združi s potokom Globovnica.
Po mnenju jezikoslovcev naj bi njeno sedanje ime nekoč pomenilo Velika voda, saj se v zgodovinskih virih pojavlja v oblikah in rivum Welik (1211), ad rivum Welik (1214), in der Welich (1315). Tudi na starih avstrijskih zemljevidih se potok imenuje Velika (Bach Velika, Bach Welika).
Dolinsko dno ob potoku je bilo nekoč skoraj neposeljeno, saj je bilo zaradi majhnega strmca in ilovnatih prsti precej mokrotno, na njem pa so bili predvsem travniki, ki jih je potok pogosto poplavljal. Tudi danes v zgornjem in srednjem toku prevladujejo travniki, v spodnjem delu pa sta bila potok in celotna pokrajina povsem preoblikovana z obsežnimi melioracijskimi posegi v 60. letih dvajsetega stoletja. V zgornjem in srednjem toku sta struga in okolica potoka ostali še dokaj neokrnjeni; brežine so povečini zaraščene z drevesi in grmičevjem, kar daje zavetje številnim živalskim vrstam. V potoku živijo potočni rak jelševec (Astacus astacus) in precej vrst rib, mdr. klen (Leuciscus cephalus cephalus), zelenika (Alburnus alburnus alburnus), rdečeoka (Rutilus rutilus), globoček, ostriži.
V spodnjem toku, dolvodno od Lenarta, teče potok po povsem umetni strugi s pravilnim trapezastim profilom in z zelo malo obvodnega rastja. Večji del vode je po umetnem kanalu speljan v Trojiško jezero, ki je bilo v okviru velikih melioracij v Pesniški dolini prvotno namenjeno zadrževanju poplavnih voda Velke. Nekdanje mokrotne travnike so spremenili v obsežne njivske površine, v ravnici ob Velki je tudi industrijska cona Lenart.
Urbar gospoščine mariborskega spodnjega gradu navaja, da je že leta 1542 na njihovih posestih v Spodnjih Žerjavcih na potoku Velka obratoval mlin, leta 1570 pa sta omenjena dva mlina tudi v Žicah.
Po popisu iz leta 1840 je razvidno, da je bil tok potoka Velka v tistih časih zelo izkoriščen za potrebe mlinarstva. V kraju Spodnja Velka je bil en mlin z dvema kamnoma, v naselju Žitence štirje mlini s po dvema kamnoma, v naselju Žice dva mlina s po dvema kamnoma, v Zgornjih Žerjavcih štirje mlini s po dvema ali tremi kamni, v naselju Spodnji Porčič dva mlina s po dvema kamnoma in v naselju Radehova dva mlina s po dvema kamnoma.